# Des Chutes
Des Chutes Indijanci, naziv za šahaptinsko pleme ili plemena koja su živjeli uz rijeku Des Chutes, pritoku Columbije u Oregonu. Hodge navodi kako termin možda označava ostatke nekoliko plemena, koja, ako danas imaju potomaka, žive pod drugim imenima na rezervatu Warm Springs u Oregonu.
Kao Upper Des Chutes označeni su Tyigh Indijanci. naziv Lower Des Chutes pokrivao je pleme Wyam s donjeg toka Dec Chutes, čije je glavno selo bilo na mjestu gdje danas stoji Celilo.